# Luiz Phellype
Luiz Phellype Luciano Silva, noto semplicemente come Luiz Phellype (São Gonçalo do Sapucaí, 27 settembre 1993), è un calciatore brasiliano, attaccante dello Shonan Bellmare.

## Carriera
Ha giocato nella prima divisione portoghese.

## Palmarès

### Club

#### Competizioni nazionali
- Coppa di Lega portoghese: 2

Sporting Lisbona: 2018-2019, 2020-2021
- Coppa del Portogallo: 1

Sporting Lisbona: 2018-2019
- Campionato portoghese: 1

Sporting Lisbona: 2020-2021
- Supercoppa di Portogallo: 1

Sporting Lisbona: 2021